# Dawin
Dawin (* 1990; vollständiger Name Dawin Polanco) ist ein US-amerikanischer EDM-Musiker aus New York.

## Biografie
Dawin wuchs in Brooklyn auf und lernte früh verschiedene Musikinstrumente. Entdeckt wurde er im Januar 2014, als er beim Videoportal Vine sein Stück Just Girly Things zu einem Tanzvideo von Alfonso Ribeiro hochlud. Das Label Casablance nahm ihn wenig später unter Vertrag und veröffentlichte sein Lied als Single. In den US-Dancecharts erreichte sie im April Platz 28. Danach machte er vor allem durch Remixe auf sich aufmerksam, unter anderem von Problem, einem Hit von Iggy Azalea.
Der Durchbruch für Dawin kam ab Mitte 2015. Sein Lied Dessert erreichte in Neuseeland und Australien die Top 10 und wurde mit Gold bzw. Dreifachplatin ausgezeichnet. Ab November wurde es auch in Europa und den USA veröffentlicht und kam in mehreren Ländern in die Charts. In den US-Dancecharts erreichte es Platz 5.

## Diskografie
Lieder
- Just Girly Things (2014)
- Dessert (2015)

## Auszeichnungen für Musikverkäufe
| Goldene Schallplatte - Brasilien - 2024: für die Single Dessert - Kanada - 2016: für die Single Dessert - Schweden - 2015: für die Single Dessert | Platin-Schallplatte - Dänemark - 2016: für die Single Dessert - Neuseeland - 2015: für die Single Dessert 3× Platin-Schallplatte - Australien - 2016: für die Single Dessert |

Anmerkung: Auszeichnungen in Ländern aus den Charttabellen bzw. Chartboxen sind in ebendiesen zu finden.
| Land/RegionAuszeichnungen für Musikverkäufe (Land/Region, Auszeichnungen, Verkäufe, Quellen) | Silber  | Gold     | Platin     | Verkäufe  | Quellen              |
| -------------------------------------------------------------------------------------------- | ------- | -------- | ---------- | --------- | -------------------- |
| Australien (ARIA)                                                                            | —       | —        | 3× Platin3 | 210.000   | aria.com.au          |
| Brasilien (PMB)                                                                              | —       | Gold1    | —          | 30.000    | pro-musicabr.org.br  |
| Dänemark (IFPI)                                                                              | —       | —        | Platin1    | 90.000    | ifpi.dk              |
| Kanada (MC)                                                                                  | —       | Gold1    | —          | 40.000    | musiccanada.com      |
| Neuseeland (RMNZ)                                                                            | —       | —        | Platin1    | 15.000    | radioscope.co.nz     |
| Schweden (IFPI)                                                                              | —       | Gold1    | —          | 20.000    | sverigetopplistan.se |
| Vereinigte Staaten (RIAA)                                                                    | —       | —        | Platin1    | 1.000.000 | riaa.com             |
| Vereinigtes Königreich (BPI)                                                                 | Silber1 | —        | —          | 200.000   | bpi.co.uk            |
| Insgesamt                                                                                    | Silber1 | 3× Gold3 | 6× Platin6 |           |                      |